# Figojad białobrzuchy
Figojad białobrzuchy (Sphecotheres hypoleucus) – gatunek średniej wielkości ptaka z rodziny wilgowatych (Oriolidae). Występuje endemicznie na wyspie Wetar w Indonezji. Gatunek monotypowy. Nie jest zagrożony wyginięciem.
Morfologia
Długość ciała wynosi około 26 cm, masa ciała 75–80 g.
Ekologia
Endemiczny dla wyspy Wetar (na północ od Timoru) figojad białobrzuchy zasiedla większość rodzajów rosnących tam lasów, jednak preferuje obrzeża lasów oraz lasy suche. Większość pożywienia stanowią owoce figowców (Ficus).
Status
IUCN od 2015 roku uznaje figojada białobrzuchego za gatunek najmniejszej troski (LC, Least Concern). Wcześniej, od 2000 roku miał on status „bliski zagrożenia” (NT, Near Threatened), gdyż sądzono, że jest znacznie rzadszy. Stwierdzono go w większości leśnych lokalizacji na wyspie. Liczebność populacji, według zgrubnych szacunków z 2008 roku, wynosi 30–50 tysięcy par lęgowych. Trend liczebności populacji uznawany jest za stabilny.